# Heinrich von Hohenlohe
Heinrich von Hohenlohe (né vers 1200, mort le 15 juillet 1249) est le septième grand maître de l'ordre Teutonique (1244-1249).

## Biographie
Heinrich est le fils d'un des plus riches et plus puissants seigneurs du Wurtemberg. De 1218 à 1219, il est chanoine de l'évêché de Wurtzbourg. En 1220, lui et deux de ses frères rejoignent l'ordre Teutonique. En abandonnant sa part de l'héritage de son père à l'ordre, il monte rapidement en grade et à son retour de pèlerinage en Terre sainte, en 1221, devient commandeur de la commanderie de Mergentheim.
En 1225, sur ordre du grand maître Hermann von Salza, Heinrich escorte Isabelle II de Jérusalem, la seconde épouse de l'empereur Frédéric II, vers le royaume germanique d'Italie. Von Hohenlohe qui passent beaucoup de temps auprès du grand maître, occupent des postes importants en Allemagne.
En 1244, le chapitre de l'Ordre exige la démission du grand maître, Gerhard von Malberg, Heinrich von Hohenlohe est choisi comme son successeur. Dans le conflit entre Frédéric II et le pape Innocent IV, Heinrich soutient d'abord les intérêts de l'empereur. Cela provoque un tollé parmi les frères de l'Ordre de Livonie, dirigé par Dietrich von Grüningen.
En 1246, Heinrich participe à une croisade en Prusse. Il capture Christburg et signe un traité avec les Prussiens favorables au duc de Poméranie, Świętopełk II le Grand. Il meurt peu après son retour, en juillet 1249. Il est inhumé dans l'église de Mergentheim.